# مارکام (شهرستان فاوکوایر، ویرجینیا)
مارکام (به انگلیسی: Markham) یک منطقهٔ مسکونی در ایالات متحده آمریکا است که در Fauquier County واقع شده‌است.